# Crossoptilon
Crossoptilon is een geslacht van vogels uit de familie fazantachtigen (Phasianidae).

## Soorten
Het geslacht kent de volgende soorten:
- Crossoptilon auritum – Blauwe oorfazant
- Crossoptilon crossoptilon – Witte oorfazant
- Crossoptilon harmani – Tibetaanse oorfazant
- Crossoptilon mantchuricum – Bruine oorfazant

## Verspreiding en leefgebied
Deze oorfazanten komen voor in de bergachtige streken van Midden-Azië.